# 로베르트 스테인베르그
로베르트 스테인베르그(루마니아어: Robert Steinberg, 1922년 5월 25일 ~ 2014년 5월 25일)는 루마니아 왕국 태생의 수학자이다. 군론과 대수적 K이론에 공헌하였다.

## 생애
1922년 5월 25일 당시 루마니아 왕국의 일부이던 소로카에서 태어났다. 어려서 캐나다로 이민하였다. 1948년에 토론토 대학교에서 리하르트 브라우어 밑에서 박사 학위를 수여받았다. 이후 캘리포니아 대학교 로스앤젤레스의 수학 교수가 되었다.
1985년에 스틸 상(영어: Steele Prize)을 수상하였다. 1992년에 캘리포니아 대학교 로스앤젤레스에서 은퇴하였다. 2014년 5월 25일에 사망하였다.

## 저서
- Steinberg, Robert (1968). 《Lectures on Chevalley groups》 (영어). Yale University Press. MR 0466335.
- Steinberg, Robert (1974). 《Conjugacy classes in algebraic groups》. Lecture Notes in Mathematics 366. Springer-Verlag. doi:10.1007/BFb0067854. ISBN 978-3-540-06657-6. MR 0352279.